# Mawlamyaing
Mawlamyaing o Moulmein o Mawlamyine (birmà မော်လမြိုင်မြို့) és una ciutat i capital l'estat de Mon a Birmània, del districte de Mawlamyaing i del township de Mawlamyaing. El nom natiu de Mawlamyaing és en llengua mon i vol dir "ull perdut" i el portaria perquè un rei mon va perdre un ull en aquest lloc. Està situada al delta del riu Salween allà on la boca d'aquest riu està protegida per l'illa Bilugyun Island quan entra al golf de Martaban i a la mar d'Andaman, a la riba esquerra del riu a la confluència amb el Gyaing i el Ataran (fvorma una "L" amb la part horitzontal a la vora del Salween i la part vertical seguint el Ataran). Està rodejat per muntanyes baixes amb antigues pagodes a est i oest sent el turó principal l'anomenat Nas del Duc de York de poc més de 600 metres; les pagodes més destacades són les d'Uzina i Kyaikthanlan amb una pagoda també de certa importància entre ambdues. La ciutat té un aeroport que porta el seu nom (codi IATA: MNU; codi ICAO: VYMM). Té port a la mar d'Andaman. La seva població és d'uns 300.000 habitants.
Mawlamyaing fou la primera capital de la Birmània britànica entre 1826 i 1852 després que la costa de Tenasserim i l'Arakan van ser cedides als britànics pel tractat de Yandabu al final de la primera Guerra Anglobirmana. El 1827 els britànics es van establir en aquesta població per decisió del general Sir Archibald Campbell i declarada capital de la província de Tenasserim, per ser considerada millor que Amherst al sud i Martaban a l'oest. Nombrosos britànics es van establir a la ciutat i un barri fou conegut com a Petita Anglaterra; molts d'aquests britànics tenien plantacions de cautxú. La residència del govern es va establir a Salween House i la ciutat disposava d'un hospital, escoles del govern i tres esglésies: St. Matthew's, St. Patrick's i St. Augustine's; hi havia un campament militar que abans de final del segle xix va ser abandonat. Formava part de la divisió de Tenasserim, districte d'Amherst, subdivisió de Moulmein, township de Moulmein. La població era el 1872 de 46.472 habitants, el 1881 de 53.107 habitants; el 1891 de 55.785 i el 1901 de 58.446 habitants (entre aquestos 8.544 musulmans i 19.081 hindús). Al port es van construir unes drassanes que van operar entre 1830 i 1858 per vaixells de fusta però després van quasi desaparèixer amb l'aparició de vaixells més moderns, quedant limitades a la favricació de petits bots locals. D'altra banda el port quedava tapat per barres d'arena però el govern va prendre mesures i va dragar la zona per fer-la accessible fàcilment al tràfic marítim; el port estava administrat per l'Oficial del Port membre de la Royal Indian Marine.